# Abdemone
Abdemone (in greco antico: Ἀβδήμων?, Abdémōn; fl. fine V secolo a.C.) è stato uno dei primi re di Cipro alla fine del V secolo a.C..

## Biografia
Abdemone era di origine fenicia o forse di Cizio. Intorno al 415 a.C. Abdemone divenne re di Salamina. Durante questo periodo Evagora, dato che i suoi antenati erano greci (dinastia dei Teucridi), dovette andare in esilio a Soli. Evagora riuscì a ritornare e a prendere il potere solo nel 411 a.C.